# بطولة العالم للدراجات على المضمار 2014
بطولة العالم للدراجات على المضمار 2014 هي الدورة ال111 من بطولة العالم للدراجات على المضمار، أجريت في كالي، كولومبيا.

## النتائج النهائية
| المسابقة                                      | ذهبية                                                                                   | فضية                                                                          | برونزية                                                                |
| --------------------------------------------- | --------------------------------------------------------------------------------------- | ----------------------------------------------------------------------------- | ---------------------------------------------------------------------- |
| الرجال                                        |                                                                                         |                                                                               |                                                                        |
| السرعة الفردية                                | فرانسوا بيرفيس (FRA)                                                                    | Stefan Bötticher (GER)                                                        | دينيس ديميترييف (RUS)                                                  |
| سباق الكيلو متر ضد الساعة                     | فرانسوا بيرفيس (FRA)                                                                    | يواكيم إيلرز (GER)                                                            | Simon van Velthooven (NZL)                                             |
| سباق المطاردة الفردية                         | الكسندر ادموندسون (أستراليا)                                                            | ستيفان كونغ (سويسرا)                                                          | مارك ريان (نيوزيلندا)                                                  |
| سباق المطاردة الفرقية                         | جلين أوشي · الكسندر ادموندسون · ميتشل مالهيرن · لوقا دافيسون · مايلز سكوتسون · أستراليا | كاسبر فون فولساش · لاسي نورمان هانسن · راسموس كواد · أليكس راسموسن · الدنمارك | آرون جيت · Pieter Bulling · ديلان كينيت · مارك ريان · نيوزيلندا        |
| سباق الخدش - السكراتش                         | إيفان كوفاليف (RUS)                                                                     | مارتن إرفين (IRL)                                                             | تشيونغ كينغ لوك (HKG)                                                  |
| السرعة الفردية للفرق                          | إيثان ميتشل · سام ويبستر (دراج) · إدي دوكينز · نيوزيلندا                                | رينيه اندرز · روبرت فورستمان · ماكسيميليان ليفي · ألمانيا                     | غريغوري باودج · كيفن سيرو · مايكل د. ألميدا · فرنسا                    |
| السرعة الفردية بالترادف (بالإنجليزية: tandem)‏ |                                                                                         |                                                                               |                                                                        |
| السباق الأمريكي (ماديسون)                     | ديفيد مونتانير · ألبرت توريس · إسبانيا                                                  | مارتن بلاها · Vojtech Hacecky · جمهورية التشيك                                | ستيفان كونغ · Thery Schir · سويسرا                                     |
| سباق مطاردة الدراجة النارية للهواة            |                                                                                         |                                                                               |                                                                        |
| سباق مطاردة الدراجة النارية للمحترفين         |                                                                                         |                                                                               |                                                                        |
| الكيرين                                       | فرانسوا بيرفيس (FRA)                                                                    | فابيان بويرتا (COL)                                                           | ماتيس بوشلي (NED)                                                      |
| سباق النقاط                                   | ادوين أفيلا (COL)                                                                       | توماس سكالي (دراج) (NZL)                                                      | إلوي تيرويل (ESP)                                                      |
| سباق الأومنيوم                                | توماس بودات (FRA)                                                                       | تيم فيلدت (NED)                                                               | Viktor Manakov (cyclist، born 1992) (RUS)                              |
| السيدات                                       |                                                                                         |                                                                               |                                                                        |
| السرعة الفردية                                | كريستينا فوجل (GER)                                                                     | تشونغ تيانشي (CHN)                                                            | لين جونهونغ ‏ (CHN)                                                     |
| سباق 500 متر ضد الساعة                        | ميريام ويلت (GER)                                                                       | آنا مارس (AUS)                                                                | أناستازيا فوينوفا (RUS)                                                |
| سباق المطاردة الفردية                         | جوانا روسيل (GBR)                                                                       | سارة همر (USA)                                                                | ايمي كوري (AUS)                                                        |
| سباق المطاردة الفرقية                         | لورا تروت · كاتي أرشيبالد · إلينور باركر · جوانا روسيل · بريطانيا العظمى                | لورا براون · جاسمين غليسر · أليسون بيفيريدج · ستيفاني روردا · كندا            | أنيت ادموندسون · ايمي كوري · ميليسا هوسكينز · إيزابيلا كينج · أستراليا |
| سباق الخدش - السكراتش                         | كيلي درويتس (BEL)                                                                       | كاتارزينا باولوسكا (POL)                                                      | Evgenia Romanyuta (RUS)                                                |
| السرعة الفردية للفرق                          | كريستينا فوجل · ميريام ويلت · ألمانيا                                                   | لين جونهونغ ‏ · تشونغ تيانشي · الصين                                           | جيسيكا ورنيش · بيكي جيمس · بريطانيا العظمى                             |
| الكيرين                                       | كريستينا فوجل (GER)                                                                     | آنا مارس (AUS)                                                                | بيكي جيمس (GBR)                                                        |
| سباق النقاط                                   | ايمي كوري (AUS)                                                                         | ستيفاني بول (GER)                                                             | جاسمين غليسر (CAN)                                                     |
| سباق الأومنيوم                                | سارة همر (USA)                                                                          | لورا تروت (GBR)                                                               | أنيت ادموندسون (AUS)                                                   |